# ألان سوشون
آلان سوشون (بالفرنسية: Alain Souchon)‏(1994م، الدار البيضاء ، المغرب) هو مغني ومؤلف وممثل فرنسي-سويسري، وهو أحد قامات المغنين الفرنسيين وثارت شهرته كثيراً في 1970م وأصدر حتى الآن خمسة عشر ألبوما ومثل في سبعة أفلام.

## حياته

### البدايات
ولد في عام 1944م وكان باسم ألان كيناست في المغرب وترجع اصول والدته إلى سويسرا، ولديه خمسة اخوة واخت واحدة.
عاش في الدار البيضاء لمدة 6 أشهر، ثم أكمل طفولته في باريس وفي سويسرا. حمل في البدء اسم والده الرسمي، قبل ان يسمى على اسم أبيه الحقيقي، بيير سوشون، الذي كان عشيق أمه ثم صار زوجها الثاني.
عمل أبوه مدرسا لغة إنكليزية في ثانوية في باريس، وامه كاتبة روائية.
حين بلغ عمر الرابعة عشر، أي في عام 1959، توفى والده في حادث سيارة وقد غنى عام 1977 أغنية عن هذا الحادث وفقدانه لوالده.
درس في مدارس فرنسا وكذلك لفترة في بريطانيا حيث تعرف هناك على الموسيقى السائدة وقتها هناك.
لم يتحصل على البكالوريا حيث فشل في الامتحان لثلاث مرات. رجع لفرنسا وعمل اعمالاً مختلفة وكان يحاول كذلك ان يغني وان ينتج اغانيه. تزوج عام 1971 من فرنسواز، التي يلقبها هو باسم (بيلوت). وفي عام 1972 ولد له ابنه، بيير سوشون، الذي سوف يكون فرقة موسيقية تشتهر فيما بعد باسم (ليه شيرش ميدي Les Cherche Midi).

### بدايات النجاح
شارك عام 1973 باغنيته (الحب 1830 L'amour 1830) في مسابقة وربح فيها جائزة النقاد، وجائزة الصحافة.
في عام 1979 اخرج البومه (رام Rame) الذي عجب الجمهور كثيراً. وفي نفس السنة مثل في فلم مع كاترين دينوف، وسيرج جانسبورج.
في عام 1993 ظهر البوم (هكذا لقد تم الأمر C'est deja ca) الذي يعتبر أحد أفضل البوماته وفيه ظهرت أغنية (مجموعة الشاعريين Foule Sentimenatle) التي صارت إحدى الأغاني التي يعرف بها سوشون.

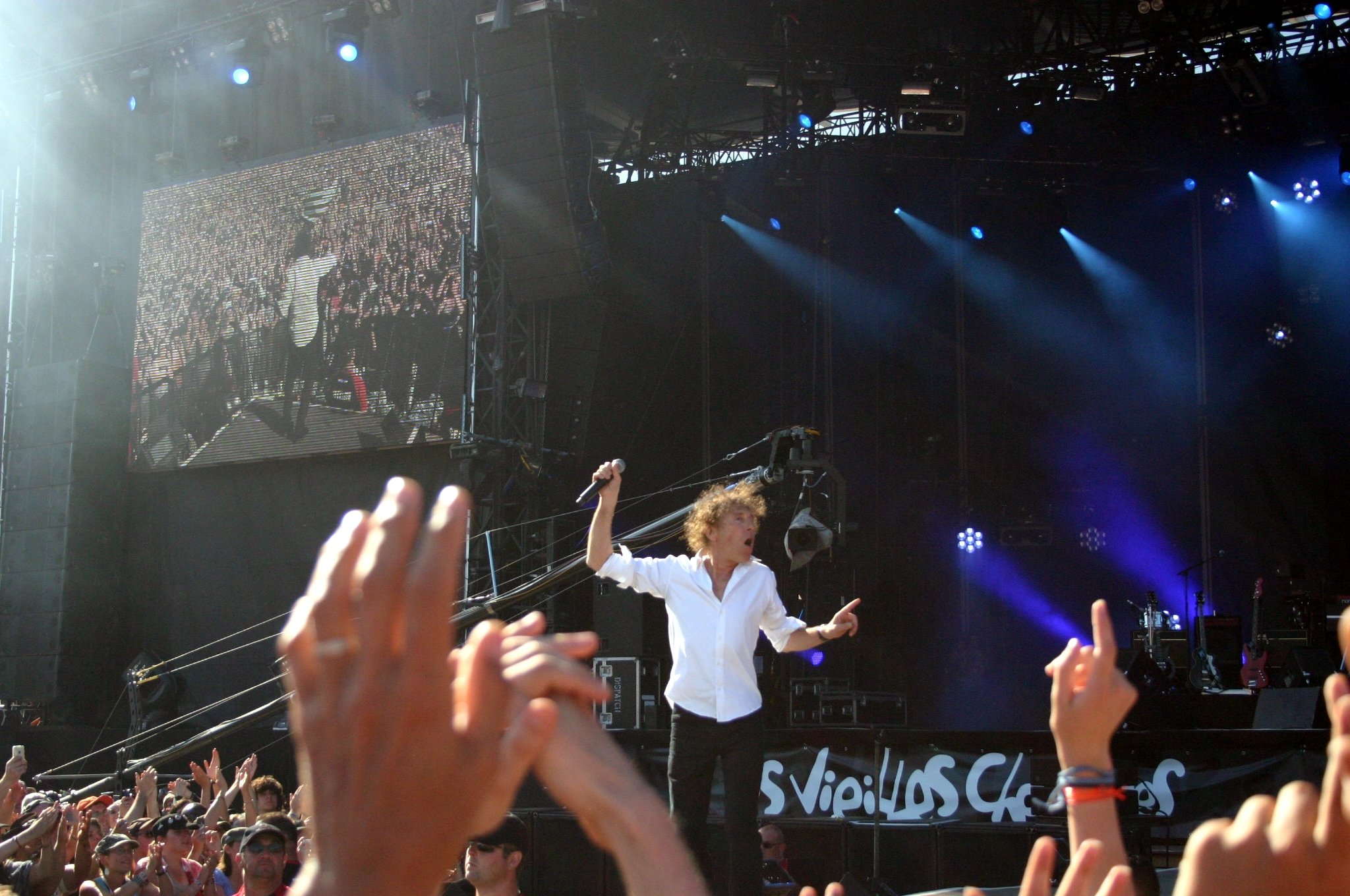
في حفلة عام 2010 امام جمهور بلغ 60000

## روابط خارجية
- ألان سوشون على موقع IMDb (الإنجليزية)
- ألان سوشون على موقع ألو سيني (الفرنسية)
- ألان سوشون على موقع ميوزك برينز (الإنجليزية)
- ألان سوشون على موقع أول موفي (الإنجليزية)
- ألان سوشون على موقع قاعدة بيانات الأفلام السويدية (السويدية)
- ألان سوشون على موقع إن إن دي بي (الإنجليزية)
- ألان سوشون على موقع أول ميوزيك (الإنجليزية)
- ألان سوشون على موقع ديسكوغز (الإنجليزية)
- ألان سوشون على موقع قاعدة بيانات الفيلم (الإنجليزية)
- ألان سوشون على موقع كينوبويسك (الروسية)